# Pendanthura waegelei
Pendanthura waegelei är en kräftdjursart som beskrevs av Müller 1991. Pendanthura waegelei ingår i släktet Pendanthura och familjen Anthuridae. Inga underarter finns listade i Catalogue of Life.